# Borrelia recurrentis
Borrelia recurrentis (veraltet Spirochaeta recurrentis LEBERT 1874, Spirochaeta obermeieri COHN, 1875) ist ein Bakterium der Gattung Borrelia. Es ist der Erreger des Läuserückfallfiebers (epidemischen Rückfallfiebers) welches heutzutage im Horn von Afrika endemisch ist und durch die Kleiderlaus (Pediculus humanus) übertragen wird. In Europa sind die Fallzahlen in Deutschland am höchsten, nachdem 2015 Fälle bei neu eingetroffenen Migranten aufgetreten waren. Früher trat der Erreger weltweit auf und befiel Millionen Menschen, was insbesondere zu Kriegs- oder Krisenzeiten zu großen Ausbrüchen führte. Das Bakterium ist vollständig gensequenziert und eng mit Borrelia duttonii verwandt.

## Nachweis
Der Erregernachweis erfolgt molekularbiologisch durch die Polymerase-Kettenreaktion (PCR). Mikroskopisch kann auch ein Bedside-Test erfolgen. Hierzu wird eine Giemsa- oder Wright-Färbung durchgeführt. Lebende Erreger können direkt mittels der Dunkelfeldmikroskopie nachgewiesen werden.

## Meldepflicht
In Deutschland ist der direkte oder indirekte Nachweis namentlich meldepflichtig nach § 7 des Infektionsschutzgesetzes, soweit der Nachweis auf eine akute Infektion hinweist.